# Prince de Viane
 (mars 2023).
Si vous disposez d'ouvrages ou d'articles de référence ou si vous connaissez des sites web de qualité traitant du thème abordé ici, merci de compléter l'article en donnant les références utiles à sa vérifiabilité et en les liant à la section « Notes et références ».
 (octobre 2015).

Les armes du prince Charles, utilisé lors des cérémonies de remise du prix Prince de Viane.

Prince ou princesse de Viane est le titre que porte l'héritier ou héritière du royaume de Navarre. Il a été créé par Charles III le Noble pour son petit-fils Charles d'Aragon, dès lors nommé de Viane, né du mariage de sa fille Blanche avec Jean II d'Aragon, prince d'Aragon. Après la conquête d'une partie du royaume de Navarre par la Castille en 1512, ledit titre fut utilisé par cette Couronne (concurremment avec les reines et rois légitimes de Navarre des dynasties de Grailly, d'Albret puis de Bourbon) et, postérieurement, par les monarques espagnols, qui l'unirent à ceux de prince des Asturies, prince de Gérone, duc de Montblanc, comte de Cerbère et seigneur de Balaguer.
Il est actuellement porté par l'héritière de la Couronne espagnole, Leonor de Borbón y Ortiz.

## Contexte
Il était un reflet de ce qui se produisait à cette époque en Europe, où les princes héritiers recevaient un titre qui les dotait de rentes pour leur bénéfice personnel, à savoir, entre autres, le prince des Asturies en Castille, le prince de Gérone en Aragon, le dauphin en France, le prince de Galles en Angleterre ; ou bien, plus récemment, le prince da Beira au Portugal ou le prince d'Orange en Hollande.

## Origines du titre

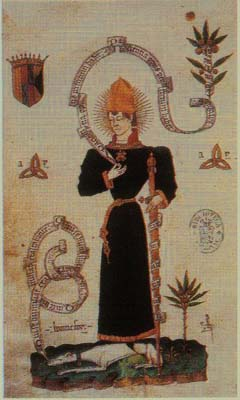
Charles d'Aragon, premier prince de Viane.

Le document qui instaura ce titre fut établi à Tudela le 20 janvier 1423 et contient ce qui suit :

« Carlos, por la gracia de Dios, rey de Navarra, duque de Nemours: a todos los presentes, y advenir, que las presentes letras verán, salud. Como el linage humano sea inclinado, y apetezca, que los hombres deban desear pensar en el ensalzamiento del estado y honor de los hijos, y descendientes de ellos, y poner y exaltar aquellos en acrecentamiento y supereminencia de dignidad y honra, y por gracia, y bendición de nuestro Señor Dios, nuestros muy caros y muy amados hijos el infante D. Juan de Aragón y la reina D.ª Blanca, nuestra primogénita y heredera, hayan habido entre ellos al infante D. Carlos, lur hijo nuestro muy caro y muy amado nieto, hacemos saber, que Nos por el paternal amor, afición y bienquerencia, que habemos, y haber debemos al dicho infante D. Carlos nuestro nieto, queriendo poner, constituir, y ensalzar en honor y dignidad, según somos, tenidos y lo debemos hacer, movidos por las causas, y razones sobredichas, y otras que luengas serán de exprimir, y declarar, de nuestra cierta sciencia, y movimiento proprio, gracia especial, y autoridad real, al dicho infante D. Carlos habemos dado y damos, por las presentess, en dono y gracia especial, las villas y castillos y lugares que se siguen. Primo, nuestra villa y castillo de Viana con sus aldeas. Ítem nuestra villa y castillo de Laguardia con sus aldeas. Ítem nuestra villa y castillo de Sanct Vicente con sus aldeas. Ítem nuestra villa y castillo de Bernedo con sus aldeas. Ítem nuestra villa de Aguilar con sus aldeas. Ítem nuestra villa de Uxenevilla con sus aldeas. Ítem nuestra villa de Lapobloción con sus aldeas. Ítem nuestra villa de Sanct Pedro, y de Cabredo, con sus aldeas y todas nuestras villas, y lugares, que habemos en la Val de Campezo; y assí bien nuestros castillos de Marañon, Toro, Ferrera y Buradón; y habemos erigido y erigimos, por las presentes, nombre y título de Principado sobre las dichas villas y lugares, y le habemos dado, y damos título y honor de Príncipe; y queremos, y ordenamos, por estas presentes, que de aquí adelante se intitule y nombre Príncipe de Viana, y todas las dichas villas, castillos, y lugares, hayan de ser y sean del dicho Principado, y de su pertenencia. Ítem ultra, al dicho infante nuestro nieto, ultra las villas de Corella y Cintruénigo, que le dimos antes de ahora, habemos dado, y damos por las presentes, en herencio perpetuo, nuestra villa de Peralta y Cadreira con sus castillos; y queremos que de aquí adelante él se haya de nombrar señor de las dichas villas de Corella y Peralta. Y todas nuestras dichas villas, castillos, y lugares, habemos dado y damos, por las presentes, al dicho infante D. Carlos nuestro nieto, con todos sus vasallos, que en ello son, y serán, para que los tenga, possida, y espleite y defienda, como cosas suyas propias. Toda vez por cuanto, según fuero, y costumbre del dicho reyno de Navarra, aquel es indivisible, y non se puede partir, por esto, el dicho infante, non podrá dar en casoalguno, vender, y alienar, empeynar, y dividir, ni distrayer, en ninguna manera, las dichas villas y castillos, y lugares en todo, ni en partida, en tiempo alguno en alguna manera; antesaquellas quedaren íntegramente, é perpetualmente, á la corona de Navarra. »

« Y así mandamos á nuestro tesorero, y procuradores, fiscal y patrimonial, y qualesquiere nuestros oficiales, que las presentes verán, que al dicho infante D. Carlos, ó a su procurador por él, pongan en possession de las dichas villas, castillos, y lugares, y le dexen, sufran, y consientan possidir, y tener aquellos, como cosas suyas propias; car assi lo queremos, y nos place. En testimonio de esto Nos habemos fecho sellar las presentes en pendientes de nuestro gran sello de chancillería con lazo de seda en cera verde. Dada en Tudela en veinte de jenero l'aynno del nacimiento de nuestro Señor mil quatrocientos y veinte y tres. »

« Por el Rey: Martín de San Martín, secretario. »

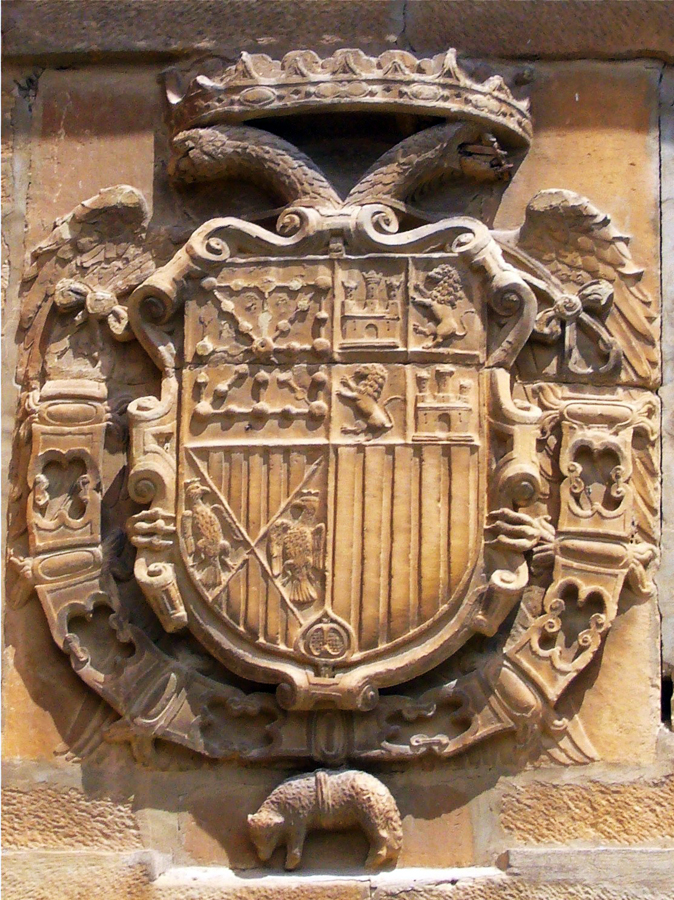
Armes de Charles Quint dans la muraille de Viane, avec les armes espagnoles de la monarchie et celles de la Navarre en lieu préférentiel.

À la suite de la conquête de la partie péninsulaire du royaume de Navarre par Ferdinand le Catholique (demi-frère de feu Charles, prince de Viane), au début du XVIe siècle, lorsque Ferdinand fut proclamé roi d'Aragon et de Navarre, le titre de prince de Viane fut utilisé par l'héritier de la Couronne d'Aragon d'abord, puis de Castille et enfin, d'Espagne.
À la suite de la dynastie légitime des Albret, son héritière la maison de Bourbon continua à porter les titres de roi de Navarre et de prince de Viane en Basse-Navarre, devenant plus tard (en 1589) la dynastie régnante en France et unissant les Couronnes de Navarre et de France en 1620.

## Liste des princes de Viane
- 1423-1441 : Charles de Viane
- 1461-1470 : Gaston de Foix
- 1472-1479 : François Fébus, roi en 1479
- 1501-1503 : André Fébus de Navarre
- 1503-1517 : Henri de Navarre, roi en 1517
- 1530 : Jean de Navarre
- 1553-1572 : Henri de Navarre, roi en 1572